# Stryszawa

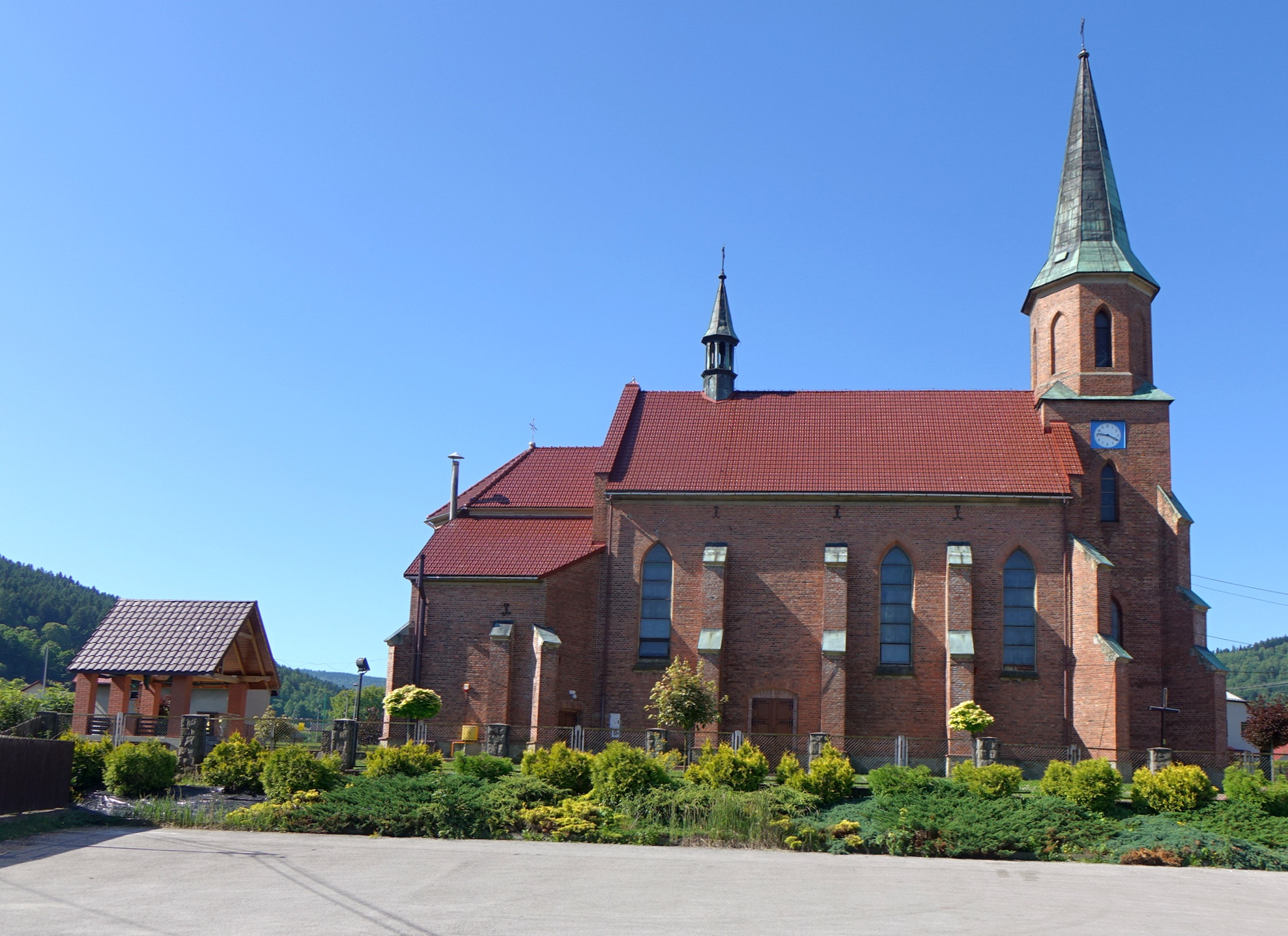
Kościół św. Anny

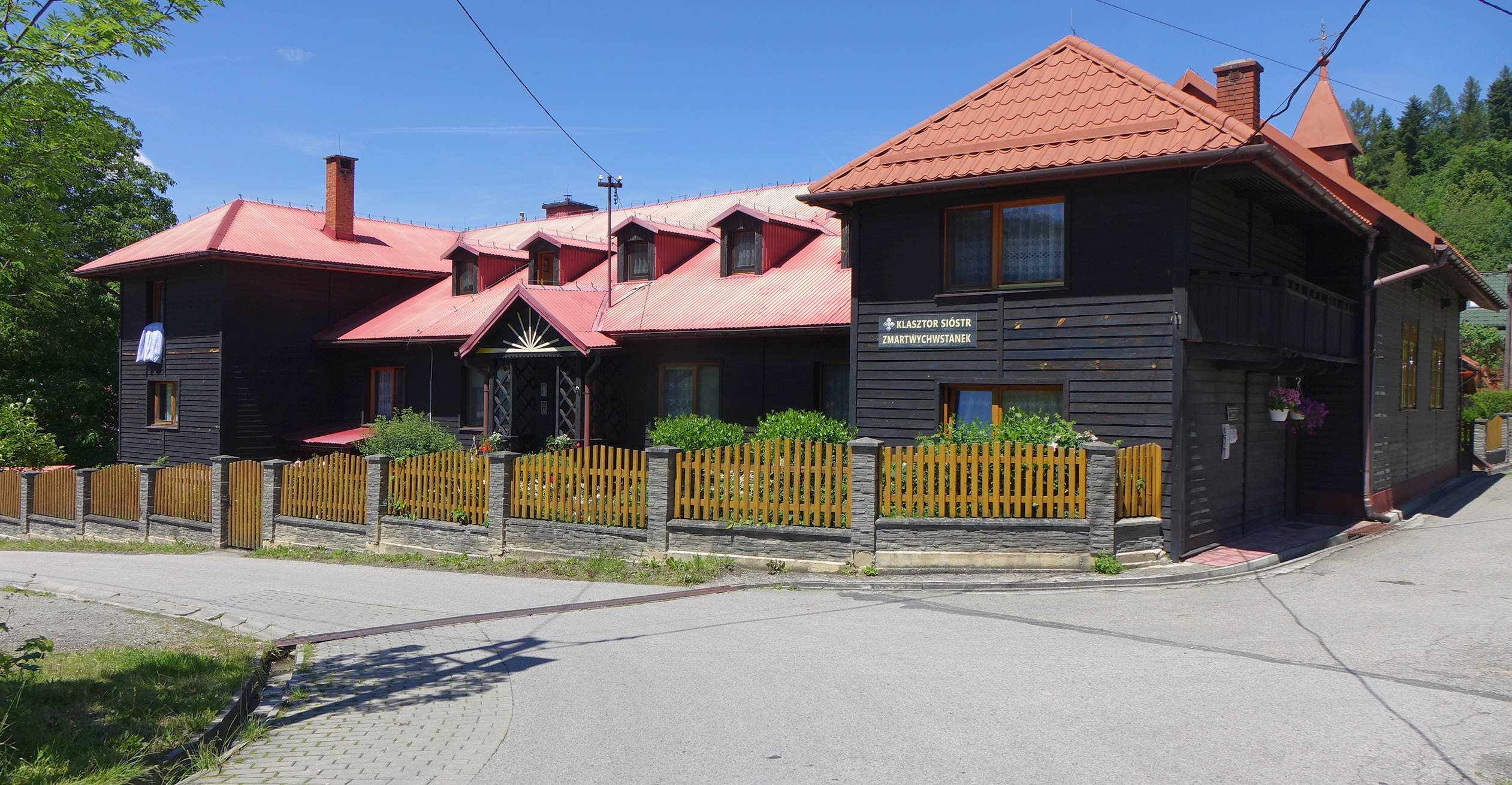
Klasztor Sióstr Zmartwychwstanek na Siwcówce

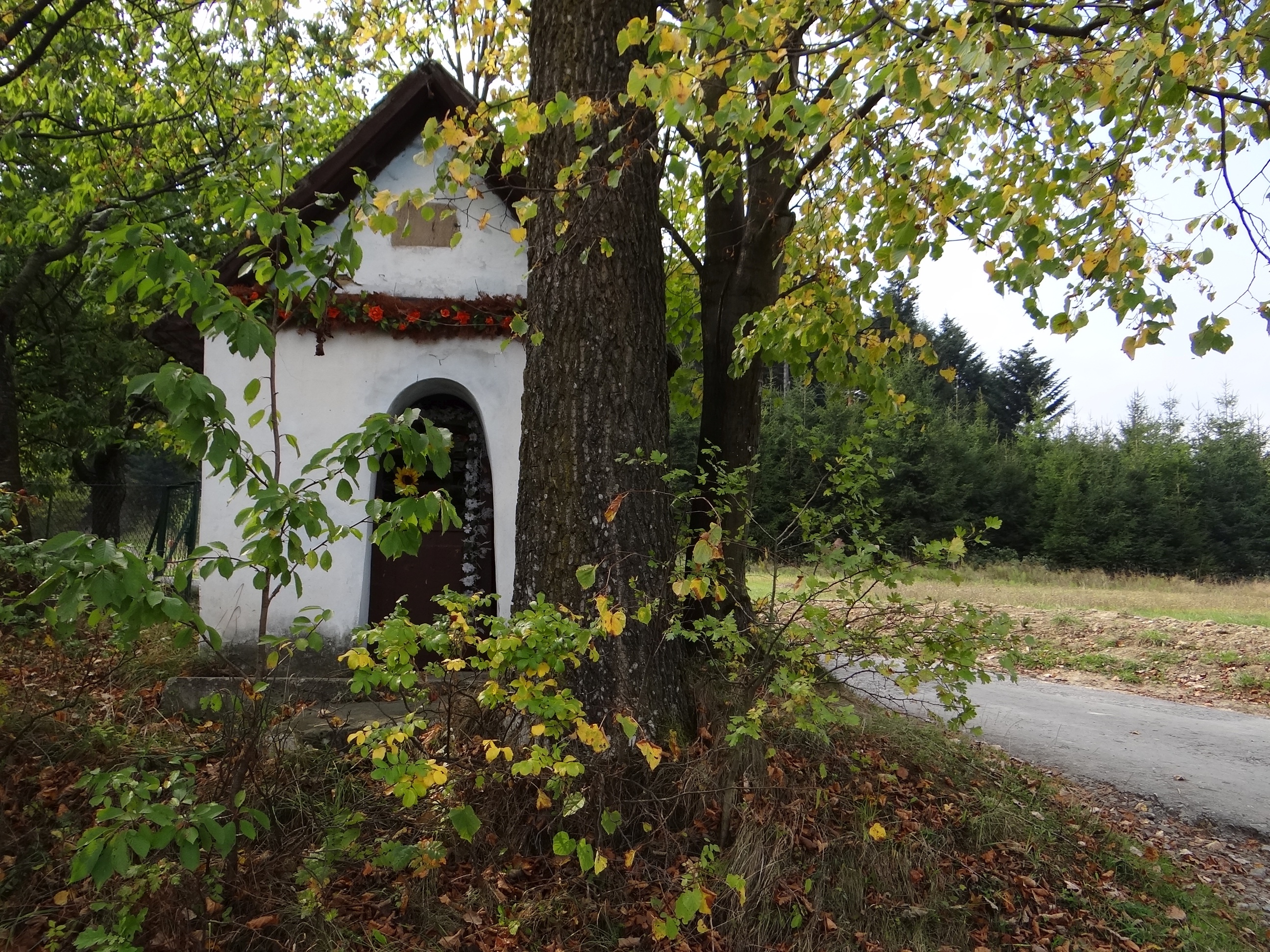
Przydrożna kapliczka

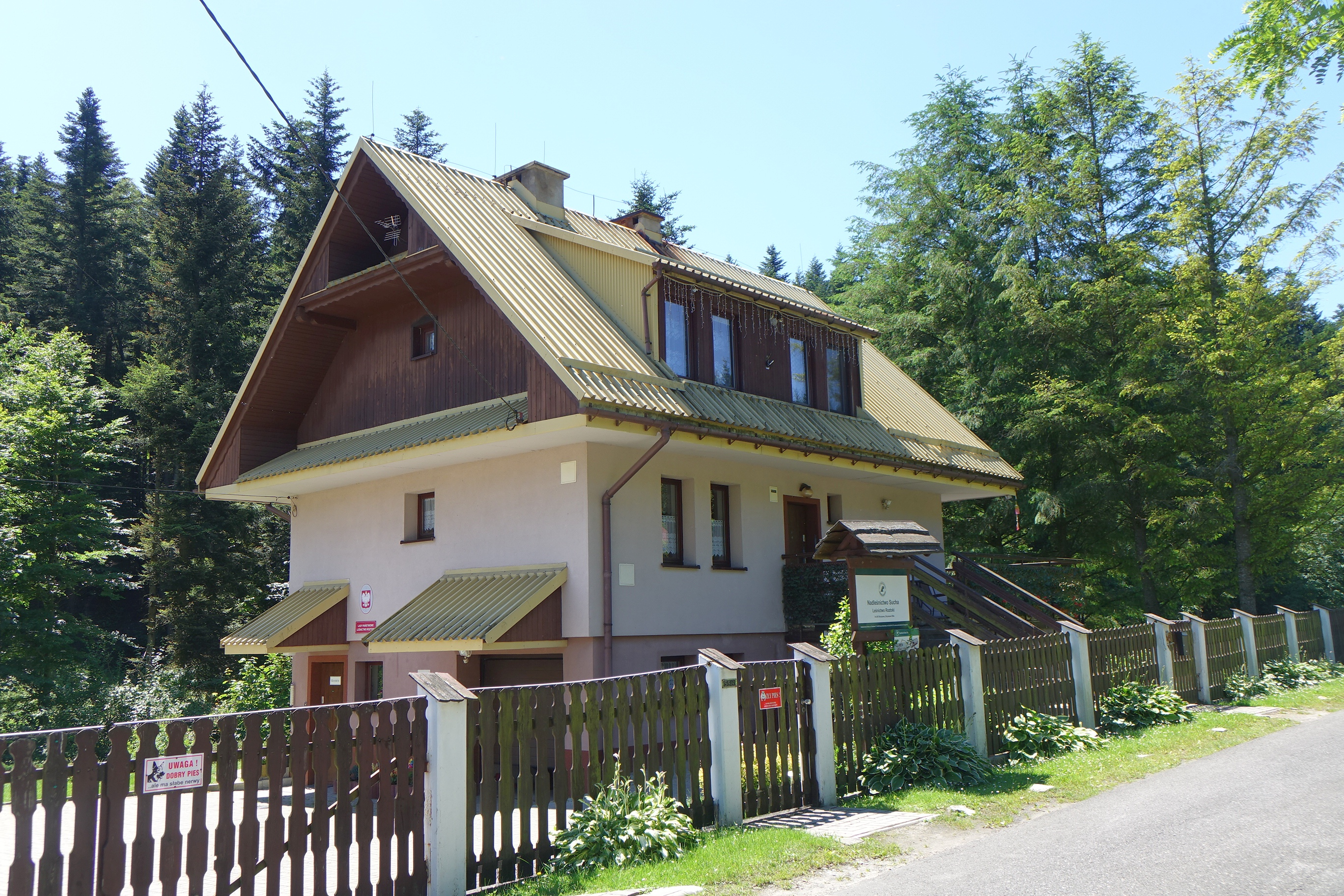
Leśniczówka

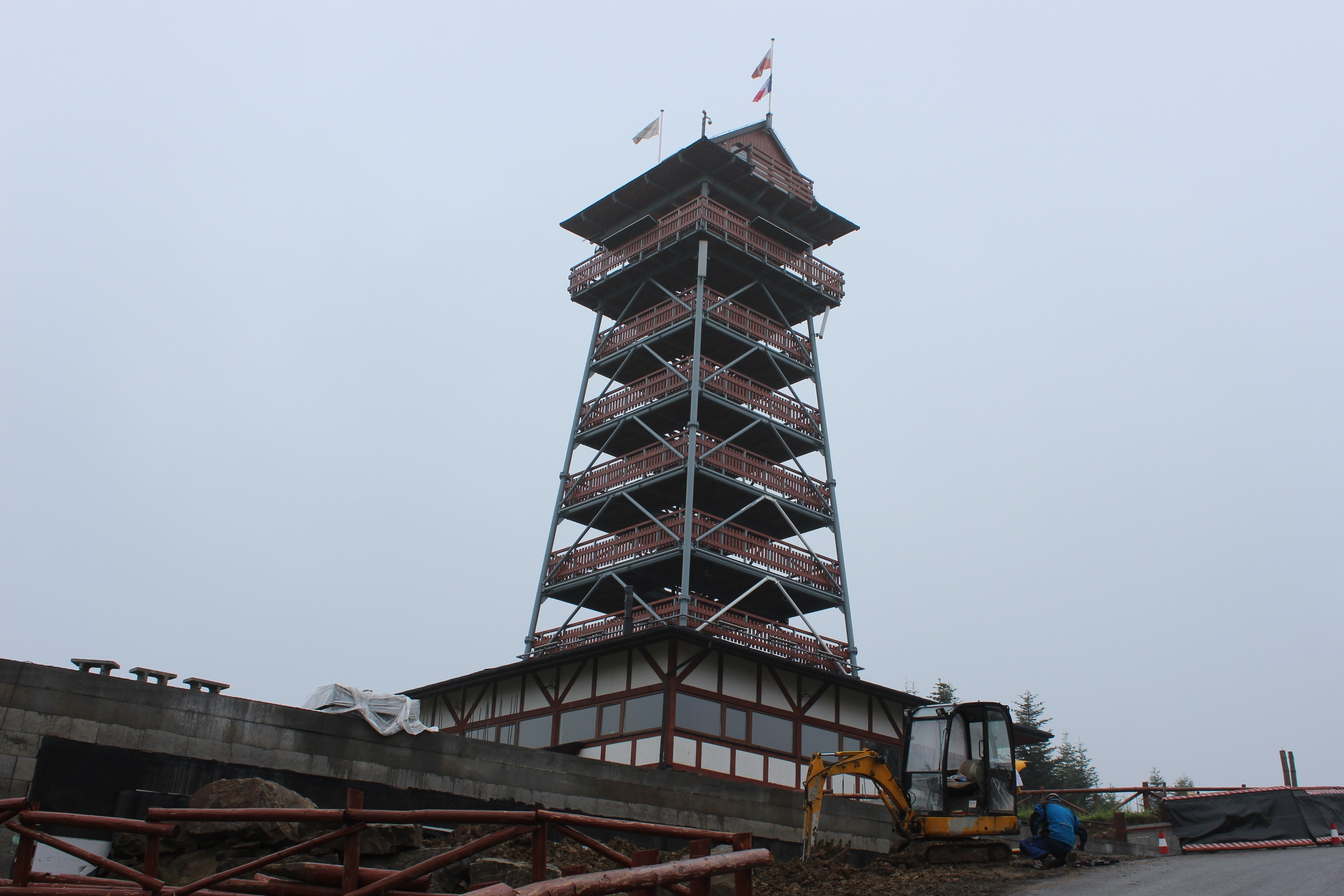
Wieża widokowa w Stryszawie

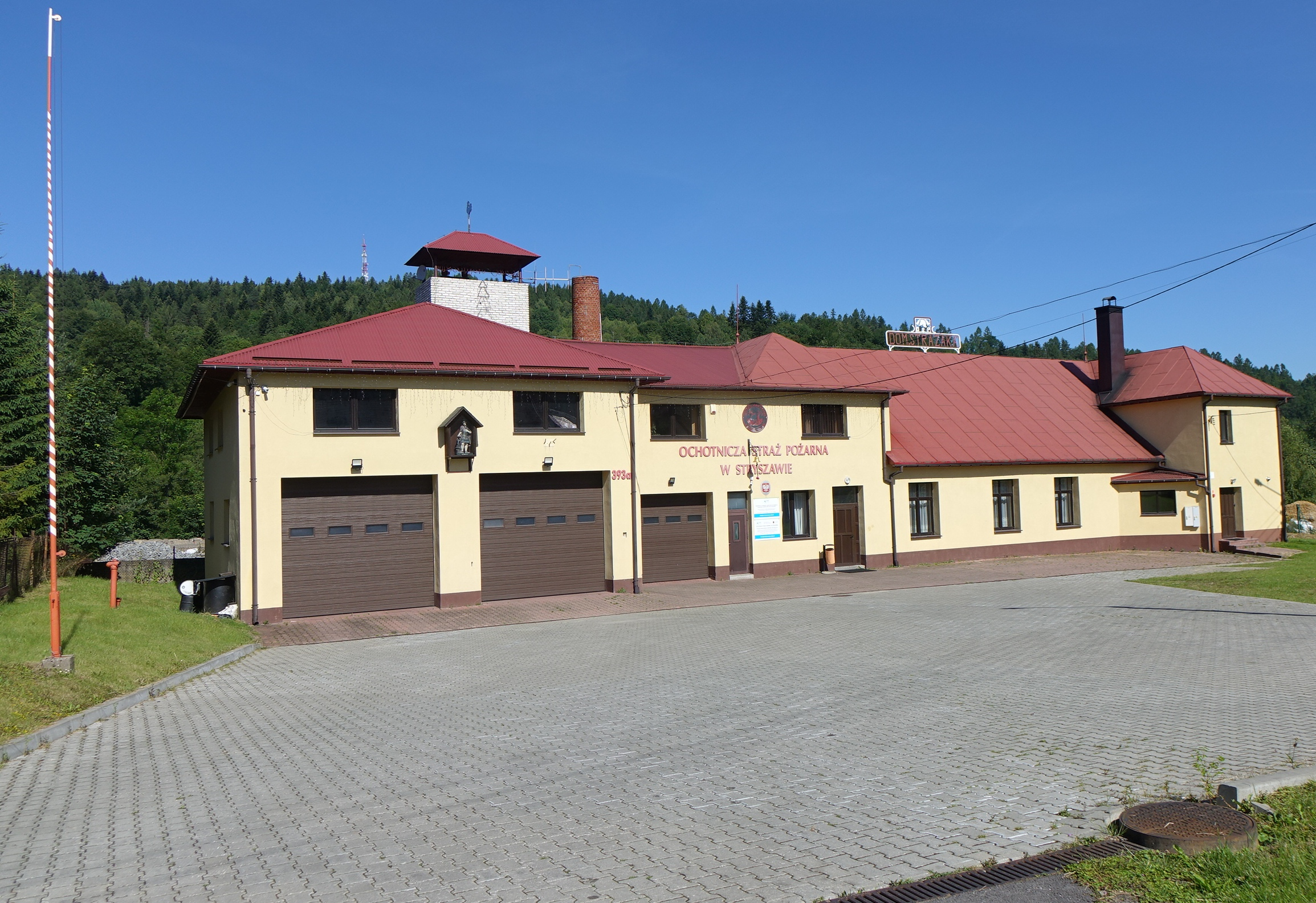
Remiza OSP

Stryszawa – wieś w Polsce, położona w województwie małopolskim, w zachodniej części powiatu suskiego, siedziba gminy Stryszawa.

## Położenie
Stryszawa leży na wysokości od 380 do 807 m n.p.m. Ciągnie się przez prawie 10 km w dolinie potoku Stryszawka od Suchej Beskidzkiej aż pod szczyt Jałowca (1111 m). Zabudowania i pola uprawne miejscowości zajmują dno doliny Stryszawki, oraz zbocza Pasma Jałowieckiego i Pasma Solnisk, które w regionalizacji z 2018 roku należą do Beskidu Żywiecko-Orawskiego. Niektóre przysiółki Stryszawy wysoko wkraczają na stoki tych wzniesień.

## Integralne części wsi
| przysiółki | Bartoszki, Chrząszcze, Cyrchel, Janiki pod Magurką, Jaworskie, Jaworzyna Pierwsza, Kępy, Kowaliczki, Mierkówka, Polanka, Polańszczyki, Roztoki, Spyrki, Surzyny, Tomczyki, Topory, Wsiórz |
| osady      | Chmiele, Lechówka, Stachówka Dolna, Stachówka Górna |
| części wsi | Babiarze, Bachorzówka, Balcery, Bartyle, Bielarze, Biernaciki, Biłki, Blech, Bogunie, Bujary, Burzy, Carzaki, Ciaki, Cygany, Czepelówka, Czerna, Dudy, Dyduchy, Gancarzyki, Gawrony, Głuszki, Gołuszki, Handzele, Hetmańczyki, Ićki, Jacki, Janiczki, Janiki, Jaworzyna Druga, Jurki, Kapicówka, Karczmarczyki, Kępy, Klimasory Dolne, Klimasory Górne, Kolędy, Kotelnica, Kotliki, Kowale, Krupiaki, Krzysie, Kwaki, Madejczyki, Magiery, Małysy, Matusy, Miki, Mikusy, Misierówka, Panki, Pietrusy, Pietyry, Pilarczyki, Piwowary, Pluchy, Rusiniaki, Sale, Sarleje, Sejkówka, Sikory, Siwce, Słapy, Sołtysiki, Stachury, Steczki, Surówka, Szałasiska, Świerkosze nad Kościołem, Trzopy, Wale, Wojewody, Wygoda, Zapadliny, Zawodzie |

## Historia
Pierwsza wzmianka o Stryszawie pochodzi z 1480 roku. Założona została w II połowie XV wieku przez rodzinę Słupskich herbu Śreniawa – ówczesnych właścicieli Suchej. W I poł. XVI wieku wieś należała do Stanisława Słupskiego, właściciela Stryszowa i Suchej.
Była w tamtych czasach ważnym wołoskim ośrodkiem pasterskim i jednocześnie stanowiła siedzibę wołoskiego wojewody. Później w jej posiadanie weszła rodzina Komorowskich. W kolejnych latach przechodziła w ręce następnych właścicieli dóbr suskich.
W latach 1830–1985 w Stryszawie, w rejonie przysiółka Hucisko, znajdowała się filia zakładów metalurgicznych z Suchej.
Niegdyś Stryszawa słynęła z wyrobu gontów. Do dziś jej mieszkańcy trudnią się chałupniczo produkcją drobnych przedmiotów z drewna, a od połowy XIX w. także zabawek.
W latach 20. XX wieku zbudowano obok klasztoru sióstr zmartwychwstanek budynek szkoły wiejskiego i górskiego gospodarstwa domowego wraz z kaplicą. Kaplica została poświęcona 4 października 1929 roku. Szkoła wraz z internatem rozpoczęła działalność w 1932 roku i działała do wybuchu II wojny światowej.
W latach 1941–1942 Niemcy wywieźli stąd do Generalnego Gubernatorstwa blisko 200 rodzin, odbierając im jednocześnie cały ich majątek.
W latach 1975–1998 miejscowość znajdowała się w województwie bielskim.

## Zabytki i atrakcje turystyczne
- Leśniczówka w Stryszawie z budynkiem gospodarczym i działką – obiekt wpisany do rejestru zabytków nieruchomych województwa małopolskiego[10],
- neogotycki kościół z końca XIX w pod wezwaniem Św. Anny[7];
- murowana kaplica z 1843 roku[7];
- dzwonnica loretańska (osiedle Roztoki) – wybudowana w 2. poł. XIX wieku[7];
- trzy figury przydrożne; dwie z nich przedstawiają Chrystusa Frasobliwego i pochodzą z lat 1725 i 1728, trzecia to figura Chrystusa Nazaretańskiego z I poł. XVIII wieku;
- pomniki przyrody – lipy i modrzewie[7];
- dworek w Stryszawie Górnej[7];
- Klasztor Sióstr Zmartwychwstanek na Siwcówce[7].
- Wodospad Roztoki[7]
- wieża widokowa w Stryszawie znajdująca się w kompleksie hotelowym „Beskidzki Raj”. Pozwala obserwować liczne pasma górskie: Beskid Żywiecki (Pasmo Policy, Pasmo Babiogórskie, Pasmo Jałowieckie) Gorce, Beskid Makowski, Beskid Śląski, Beskid Mały, jak również Wyżynę Olkuską.

## Współczesność
Stryszawa, z uwagi na swoje położenie jest wsią letniskową. W okolicy znajdują się liczne szlaki turystyczne.
Gmina Stryszawa należy do głównych ośrodków zabawkarstwa ludowego w Polsce. Do najstarszych zabawek należą: taczki, wózki, kołyski, sześcienne grzechotki (zwane scyrkowkami) i karetki z konikami. Później pojawiły się koniki na kółkach, poruszające się na kijku karuzelki i klepoki (machające skrzydłami ptaszki), oraz dziobiące się kogutki. Następnie zaczęto wytwarzać koniki zwane wyścigowcami i capami. Typowymi ptaszkami stryszawskimi są: kogutki, dudki, sowy, jaskółki, bociany i zięby, oraz ich kompozycje na gałązce czy gniazdku, tzw. rodzinki.
W 1994 r. w Stryszawie powstał dziecięcy zespół regionalny „Stryszawskie Gronicki”. Tworzą go dzieci w wieku 4–15 lat. W okresie swego istnienia zespół koncertował przeszło 100 razy.
W Stryszawie odbywają się imprezy: Biesiada Stryszawska oraz Święto Zabawki.
Gminę zamieszkują górale żywieccy. Jednak granicą z góralami babiogórskimi jest pasmo Jałowca, zatem w obrębie miejscowości Stryszawa można napotkać w gwarze i kulturze cechy górali „spod Babij Góry” i „spod Żywca”.

### Sport
- Wielofunkcyjne boisko sportowe;
- Stadion GOSiR w Stryszawie;
- Klub LKS Jałowiec Stryszawa;
- Klub lekkoatletyczny UKS „Bieganie.pl” Stryszawa.

### Szkoły
- Gimnazjum nr 1 im. Tadeusza Kościuszki (działało do 2017 r.);
- Szkoła Podstawowa nr 2 im. ks. Henryka Znamirowskiego;
- Szkoła Podstawowa nr 3 im. Lecha Wałęsy.

### Religia
- Parafia św. Anny w Stryszawie
- Parafia św. Stanisława w Stryszawie

## Osoby związane z miejscowością
- Kunegunda Siwiec – służebnica boża Kościoła katolickiego;
- Karol Hareńczyk – podpułkownik Wojska Polskiego;
- Ks. Antoni Sołtysik – proboszcz parafii św. Mikołaja w Krakowie i duszpasterz młodzieży.
- Stanisław Sikora – rzeźbiarz i medalier, uczeń Zakopiańskiej Szkoły Przemysłu Drzewnego, obecnie im. Kenara oraz student ASP w Warszawie, członek i współtwórca tzw. warszawskiej szkoły rzeźby, dziadek rzeźbiarza Mateusza Sikory, ojciec fotografika Tomasza Sikory;
- Władysław Front – bard, malarz, poeta i kielniarz samouk – znany z umieszczenia klamer na Akademickiej Perci na Babiej Górze.